# Josep Garcia i Jacot
Josep Garcia i Jacot   (Barcelona, 30 de gener de 1853 - Montevideo, 1912) fou un violoncel·lista català, alumne de Pau Fargas i Soler i mestre de Pau Casals.
Fill d'Arseni Garcia i Font d'ofici rellotger nascut a Barcelona i Alexandrina Jacot nascuda a Suïssa. El 1873, va acabar els estudis al Conservatori de Música del Liceu rebent la seva formació musical de Pau Fargas.
Va tocar a duo amb Isaac Albeniz. Des del 1887 fou violoncel solista al Teatro Real de Madrid i a la capella reial, i professor del Conservatori de Música madrileny. El 1888, amb ocasió d'un concert de cambra celebrat al Vendrell, fou escoltat per un jove Pau Casals i aquest concert ajudà el jove pau a decidir-se a estudiar violoncel. El 1894 ocupà el càrrec de professor de violoncel a l'Escola Municipal de Música de Barcelona i fou un dels primers professors de Pau Casals. El 1896 va ser substituït per Pau Casals com a professor de violoncel de l'Escola Municipal de Música i viatjà a l'Argentina, on va fer concerts sota la direcció d'Arturo Toscanini i on es va establir de forma definitiva. A Argentina va ensenyar al Conservatorio Thibaud-Piazzini, al Conservatorio Musical Beethoven i a l'Instituto Superior Santa Cecilia. En aquest últim Institut va tenir entre els seus alumnes a Francesco Ennio Bolognini.